# فابيو فرانكيتشيني
فابيو فرانكيتشيني (بالإيطالية: Fabio Franceschini)‏ هو لاعب كرة قدم إيطالي في مركز الدفاع، ولد في 8 مايو 1988 في كوبارو في إيطاليا. شارك مع منتخب إيطاليا تحت 17 سنة لكرة القدم ومنتخب إيطاليا تحت 19 سنة لكرة القدم. أما مع النوادي، فقد لعب مع نادي ليتشي.